# Irma Adelman
Irma Glicman Adelman (Tsjernivtsi, 14 maart 1930 - 5 februari 2017) was een Roemeens-Amerikaans econoom.

## Jeugd en opleiding
Adelman werd geboren in Tsjernivtsi in Roemenië. In 1939 vluchtte ze met haar familie naar Palestina wegens het naziregime in Europa. Ze vervolgde aldaar haar middelbareschooltijd.
Na het voltooien van de middelbare school verhuisde Adelman in 1949 naar de Verenigde Staten en studeerde aan de Universiteit van Californië, Berkeley. Daar behaalde ze in 1950 een bachelor in Business Administration. Het jaar erop behaalde ze een master in de economie en in 1955 verkreeg ze de Ph. D.-graad.

## Carrière en onderzoek
Adelman begon haar carrière als docent aan de  Universiteit van Californië.  In het academisch jaar 1958-1959 was ze gastdocent aan het Mills College. Daarna werd ze universitair docent aan de Stanford-universiteit. Ze vervulde deze functie tot en met 1962. Daarna maakte ze de overstap naar de Johns Hopkins-universiteit, waar ze tot 1965 dienst deed als universitair hoofddocent. Vervolgens werkte ze voor de Northwestern-universiteit. Van 1972 tot en met 1978 was ze werkzaam voor de Universiteit van Maryland. In 1977 werd ze benoemd tot bijzonder hoogleraar armoede en ongelijkheid aan de Universiteit Leiden. Ze bekleedde de Cleveringaleerstoel. Niet lang na haar aanstelling werd haar positie omgezet in een buitengewoon hoogleraarschap met als leeropdracht de sociale wetenschappen en rechtsgeleerdheid. Daarna was ze van 1979 tot aan haar pensioen in 1994 hoogleraar op het Department of Agricultural and Resource Economics aan de Graduate School van de Universiteit van Californië, Berkeley.
Adelman leverde belangrijke bijdragen op het gebied van de ontwikkeling van de economie. Ze onderzocht onder andere het effect van de economische ontwikkeling van een land op zijn politieke en economische structuur. Daarnaast was ze adviseur voor de VN-organisatie voor industriële ontwikkeling.

## Onderscheidingen en prijzen
- Verkozen tot Fellow, Amerikaanse Academie van Kunsten en Wetenschappen (1974)
- Lid, Econometric Society
- Lid, American Economic Association

## Publicaties (selectie)
- "Dynamic Properties of the Klein-Goldberger Model", met F.L. Adelman, 1959, Econometrica
- Theories of Economic Growth and Development, 1961.
- "An Econometric Analysis of Population Growth", 1963, AER.
- "Foreign Aid and Economic Development: The case of Greece", met H.B.Chenery, 1966, REStat.
- The Theory and Design of Economic Development, 1966.
- Society, Politics and Economic Development: a quantitative approach, met C.T. Morris, 1967.
- Economic Growth and Social Equity in Developing Countries, met C.T. Morris, 1973.
- "Strategies for Equitable Growth", 1974, Challenge
- "Development Economics: a reassessment of goals", 1975, AER.
- "Growth, Income Distribution and Equity-Oriented Development Strategies", 1975, World Development
- "Policies for Equitable Growth", met C.T. Morris en S. Robinson, 1976, World Development
- Income Distribution Policy in Developing Countries: A Case Study of Korea, met S. Robinson, 1978.
- "Growth and Impoverishment in the Middle of the 19th Century", met C.T. Morris, 1978, World Development
- Redistribution Before Growth: A strategy for developing countries.  1978.
- "Beyond Export-Led Growth", 1984, World Development
- "A Poverty-Focused Approach to Development Policy", 1986, in Development Strategies Reconsidered
- "Confessions of an Incurable Romantic", 1988, BNLQR.
- Comparative Patterns of Economic Development, 1850–1914, 1988.